# برانکس

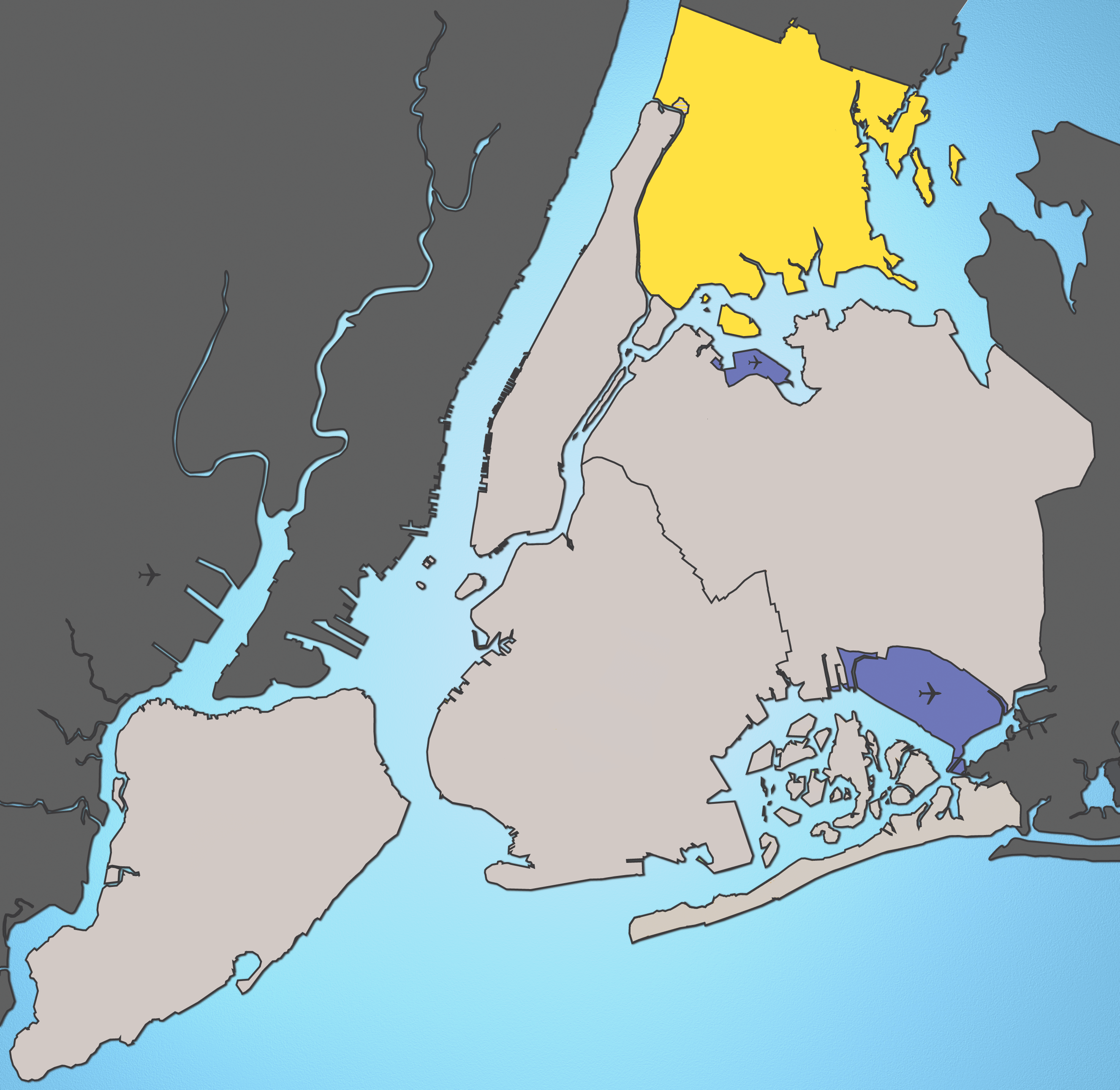
منطقه برانکس در این نقشه با رنگ زرد مشخص شده‌است.

برانکس (به انگلیسی: The Bronx) شمالی‌ترین محله شهر نیویورک است که در شمال منهتن قرار دارد. در سال ۲۰۰۵ میلادی، اداره آمار ایالات متحده آمریکا جمعیت منطقهٔ برانکس را ۱٬۳۵۷٬۵۸۹ نفر برآورد کرد. اگر منطقه برانکس که یکی از پنج منطقه کلان‌شهر نیویورک است، به شهری مستقل تبدیل شود، هفتمین شهر پرجمعیت ایالات متحده آمریکا را تشکیل می‌دهد.

## مناطق
بدنام‌ترین منطقه در برانکس، خیابان «هانتس پوینت» (به انگلیسی: Hunts Point) نام دارد. این خیابان به‌خاطر میزان بالای تن‌فروشی و اعتیاد در آن، با نام مستعار «منطقهٔ چراغ قرمز نیویورک‌سیتی» معروف شده‌است.

## نگارخانه

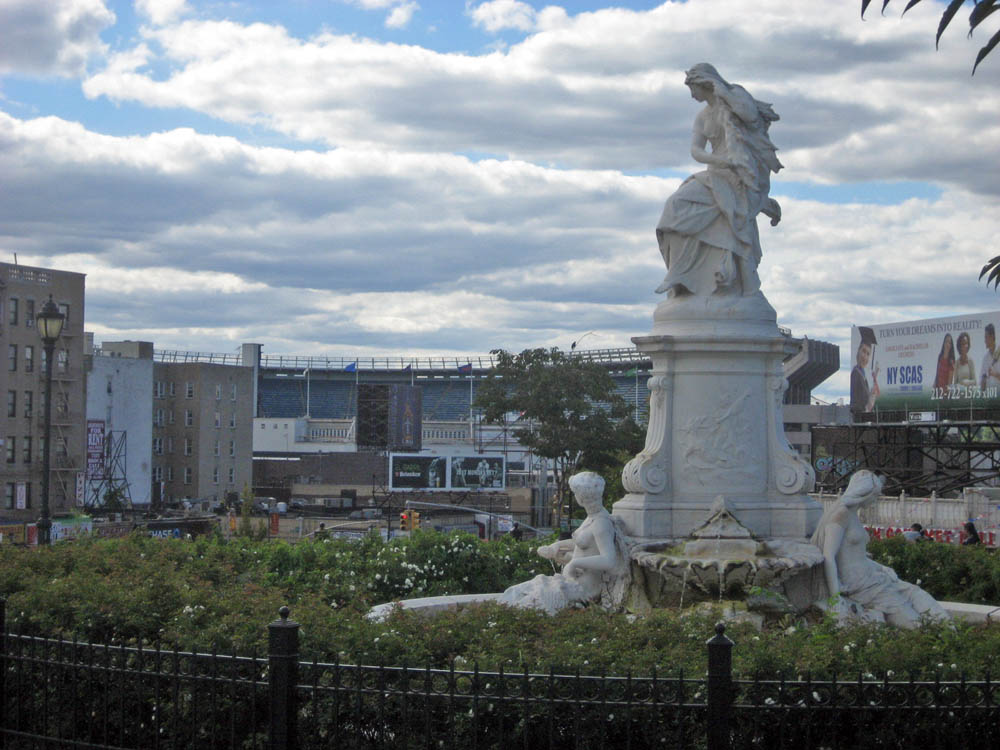
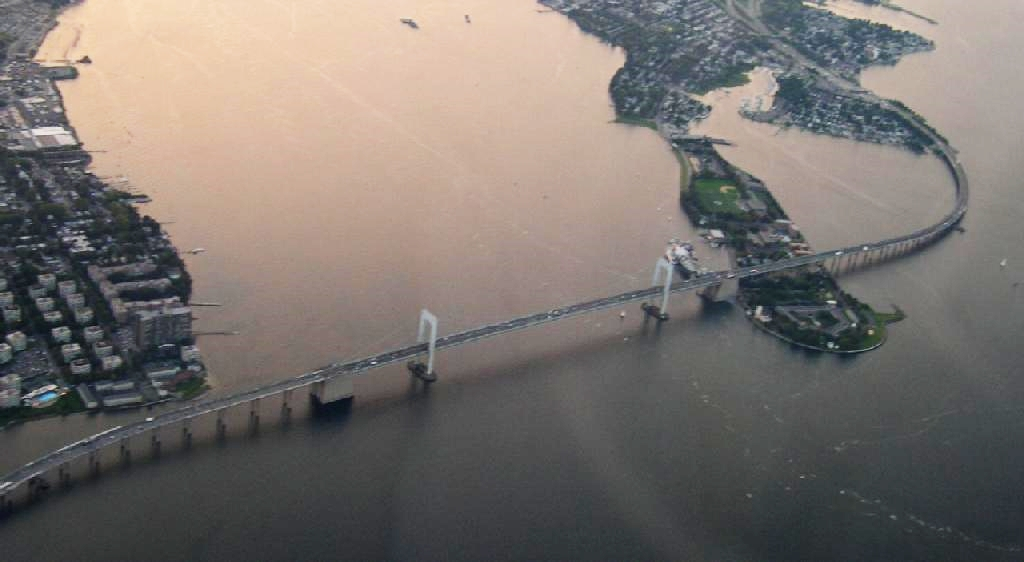
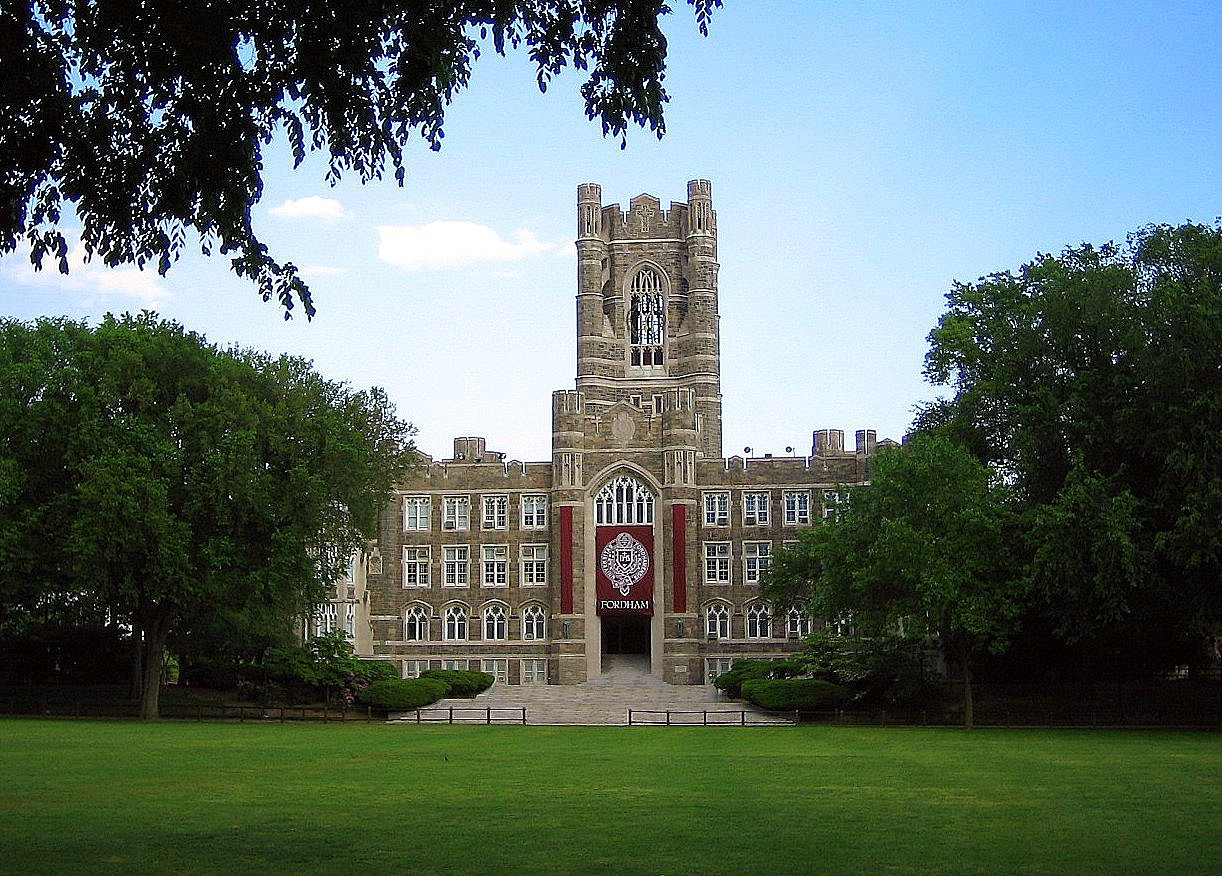